# Marcel Lalu
Marcel Lalu, né le 24 mars 1882 à Limoges, ville où il est mort le 3 mai 1951, est un gymnaste français. Il a concouru aux Jeux olympiques de 1900, 1908 et 1912.

## Palmarès

### Jeux olympiques
- Paris 1900 : 8e au concours général individuel.
- Londres 1908 : 7e au concours général individuel.
- Stockholm 1912 : 7e au concours général individuel.

### Championnats du monde
- Bordeaux 1905 :
  -  médaille d'or au concours général par équipes ;
  -  médaille d'or au concours général individuel ;
  -  médaille d'or aux barres parallèles ;
  -  médaille d'or à la barre fixe ;
  -  médaille d'argent au cheval d'arçons.